# Ȩ̀
Cette page contient des caractères spéciaux ou non latins. S’ils s’affichent mal (▯, ?, etc.), consultez la page d’aide Unicode.
Ȩ̀ (minuscule : ȩ̀), appelé E accent grave cédille, est un graphème utilisé dans l’écriture de certaines langues camerounaises dont le dii et le mundani. Il s’agit de la lettre E diacritée d’un accent grave et d’une cédille.

## Utilisation
En langues camerounaises suivant l’Alphabet général des langues camerounaises, ‹ ȩ › représente un E nasalisé et l’accent grave indique le ton bas. Il ne s’agit d’une lettre à part entière, et elle placée avec le E sans accent ou avec un autre accent dans l’ordre alphabétique.

## Représentations informatiques
Le E accent grave cédille peut être représenté avec les caractères Unicode suivants :
- composé et normalisé NFC (latin étendu B, diacritiques) :

| formes    | représentations | chaînes de caractères | points de code | descriptions                                               |
| --------- | --------------- | --------------------- | -------------- | ---------------------------------------------------------- |
| capitale  | Ȩ̀               | Ȩ◌̀                    | U+0228 U+0300  | lettre majuscule latine e cédille diacritique accent grave |
| minuscule | ȩ̀               | ȩ◌̀                    | U+0229 U+0300  | lettre minuscule latine e cédille diacritique accent grave |

- décomposé et normalisé NFD (latin de base, diacritiques) :

| formes    | représentations | chaînes de caractères | points de code       | descriptions                                                           |
| --------- | --------------- | --------------------- | -------------------- | ---------------------------------------------------------------------- |
| capitale  | Ȩ̀               | E◌̧◌̀                   | U+0045 U+0327 U+0300 | lettre majuscule latine e diacritique cédille diacritique accent grave |
| minuscule | ȩ̀               | e◌̧◌̀                   | U+0065 U+0327 U+0300 | lettre minuscule latine e diacritique cédille diacritique accent grave |

## Sources
- (en) Lee E. Bohnhoff, A Description of Dii Phonology, Grammar, and Discourse, Ngaoundéré, Cameroun, Dii Literature Team, 2010 (lire en ligne [archive du 4 mars 2016])
- (en) Elizabeth Parker et Mary Annett, Mundani-English Lexicon, 1990 (lire en ligne)